# Ljungströmkryssare

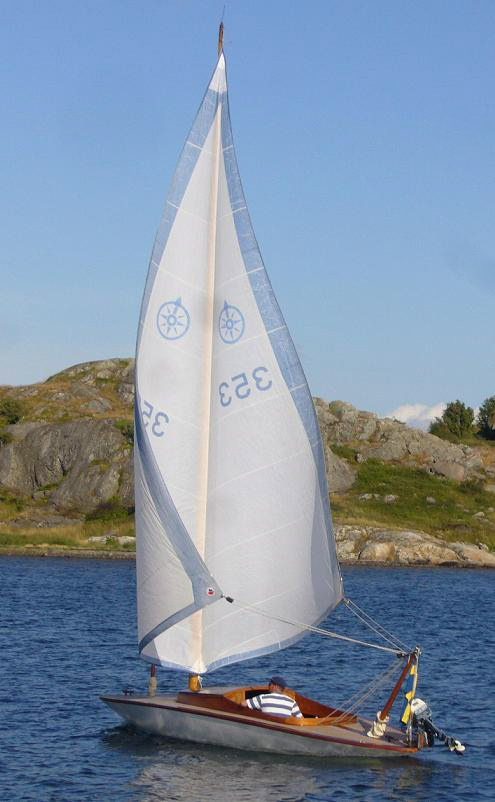
Ljungströmkryssaren Vingen 10. Foto från 2010.

Ljungströmkryssare, även kallad Ljungströmare och Ljungströmbåt, är beteckningar på de segelbåtar ingenjör Fredrik Ljungström konstruerade. Segling hade alltsedan barndomen varit Fredrik Ljungströms stora fritidsintresse. Karakteristiskt för en Ljungströmare är cirkelbågsskrov,  (CBS) samt Ljungströmriggen där masten är helt ostagad, vridbar på en kullagerförsedd mastfot, ofta med dubbla storsegel men utan försegel. För sin tid var Ljungströms båtar en smärre revolution då de både var snabbseglande, lättseglade, lättbyggda och säkra.
Fredrik Ljungström benämnde modellerna Vingen 1, Vingen 2 etc i kronologisk ordning. Några modeller seriebyggdes, Vingen 11A som marknadsfördes av HSB och 23 st Twin Wing av olika storlekar som byggdes för den nordamerikanska marknaden. Konstruktionen motarbetades av dåtidens konservativa seglarkretsar och utvecklingen skedde med knappa medel.
Gissningsvis har ca 60 Ljungströmare byggts totalt, ca 15 enstycksbyggen, 20 ex av 11A o 23 TwinWing. År 2014 uppskattas ett tjugotal ha överlevt, varav hälften seglande och hälften är i olika stadier av renovering. Nybyggen förekommer men mycket sparsamt. Däremot lever ingenjör Ljungströms båtidéer vidare i moderna konstruktioner.

## Skrovet
Ljungströmarnas skrovkonstruktioner är uppbyggda enligt konceptet cirkelbågsskrov, som består av cirkelbågar, med negativt språng, för att skapa minimal turbulens kring skrovet, stötta den ostagade masten, förenkla produktionen mm. För att undvika ändträ i blöt är kravellbordläggningen lagd underifrån. Alltså ligger det längsta bordet från fören längs kölen och till aktern, medan det kortaste ligger nästan parallellt med relingen midskepps. 
Formen gjorde att båtarna kallades Hålfotsinlägg av samtiden men är tämligen genial av flera orsaker. 
- Seglingsmässigt märks framför allt att volymen som motverkar krängning ligger midskepps och att vindfång i för och akter har minimerats vilket inte minst märks när man ska manövrera i trånga hamnar i låg fart.
- Tillverkningen underlättas främst av att spanten är lätta att tillverka då samtliga har samma radie och att bordläggningen utgörs av parallellytiga ribbor.

## Rigg och segel
Ljungströmriggen konstruerades för att öka säkerheten ombord. Den underlättar revning vid tex snabbt väderomslag och eliminerar risken att få en hård bom i huvudet. Dessutom blir vistelse på däck under gång helt onödig eftersom allt sköts från sittbrunnen. Detta är helt normalt på moderna båtar med alla tåg dragna till sittbrunnen, men var mycket före sin tid på 40-talet då fall och liknande surrades på masten.
Masten, som helt saknar vant och stag, är ihålig för fallet och består av limmat trä, stavar eller lameller, med en likränna (ett hyvlat eller fräst spår) för mastliket. Den relativt grova masten stöds av enkla kullager vid däckgenomföringen och i kölsvinet. Seglen hissas och halas vanligen bara vid sjösättning respektive vinterupptagning. Under säsongen lindas de upp på masten genom att denna roteras med hjälp av en vev i sittbrunnen som driver en ändlös repslinga kring en krage fäst på mastens nedre del. Revning är alltså enkel. Genom att vrida masten skapas också en bättre aerodynamisk profil då turbulens undviks på läsidan av den cirkulära masten. Vid akterlig vind skotas de bägge storseglen på var sin sida varvid segelytan fördubblas.
Riggkonstruktionen patenterades 1938. United States Patent 4367688 "Sailboat having twin booms, doubled sail and rotatable mast permits conventional sailing with both booms and sail sections on same tack or with booms spread, wing and wing, to run before the wind or on a reach. Sail may be reefed or furled by rotating the mast."
Ljungström tog också fram en lösning på möjligheten att enkelt justera mastlutningen (framåt/bakåt) genom en rullar under mastfoten (april 1921). På detta sätt kan masten relativt enkelt lutas för- och akterut för att justera båtens lovgirighet beroende på aktuell vindstyrka. 
Ljungströmsriggen var enkel att hantera men fick ingen större spridning bland segelbåtstillverkare då den på halvvind och slör var mindre effektiv än riggar med fock och bom som ger en bättre luftströmning. Samtida tester av svenska, norska och engelska segelsällskap visade att Ljungströmriggen var överlägsen på läns och bidevind, där den dessutom gav högre höjd mot vind. The Royal Yacht Squadron i England utrustade två båtar av typen Redwing med ljungströmrigg för att matcha dem mot konventionellt riggade Redwings. Vid de seglingar som hann hållas utföll jämförelsen till Ljungströms fördel.

## Varv
- Aktiebolaget Nyköpings Automobilfabrik som grundades år 1937 (och uppgick i Saab-Ana 1960) byggde 13 Ljungströmare mellan 1934 och 1945.
- Vingen XII är byggd 1949 på Ljungströms båtvarv i Fiskebäckskil, enligt https://web.archive.org/web/20140821215542/http://home.swipnet.se/~w-69599/

## Arvet efter Ljungströmaren
Båtarna blev populära i Nordamerika. Ljungström-riggen har inspirerat bland andra:
- Walt Scott som konstruerat Beachcomber. Byggd i 24 exemplar av Marine Innovators of Clearwater, Florida
- Kanadensaren Gordon Fisher, som tillsammans med konstruktören Mark Ellis och George Hinterhoeller byggt nästan tusen Nonsuch från 22 till 36 fot
- Storbåten (nuemra kallad Saaristo-båten) öppen centerbordsbåt med dubbla segel på två roterande master.

En konstruktion som måste nämnas är den av Jac Iverssen konstruerade Tesla. 13,8 m, helt överbyggd inrymmande ståhöjd och två salonger. Tesla seglas från plats för om masten. Idag (2010) är Tesla i behov av renovering.

### Bildgalleri

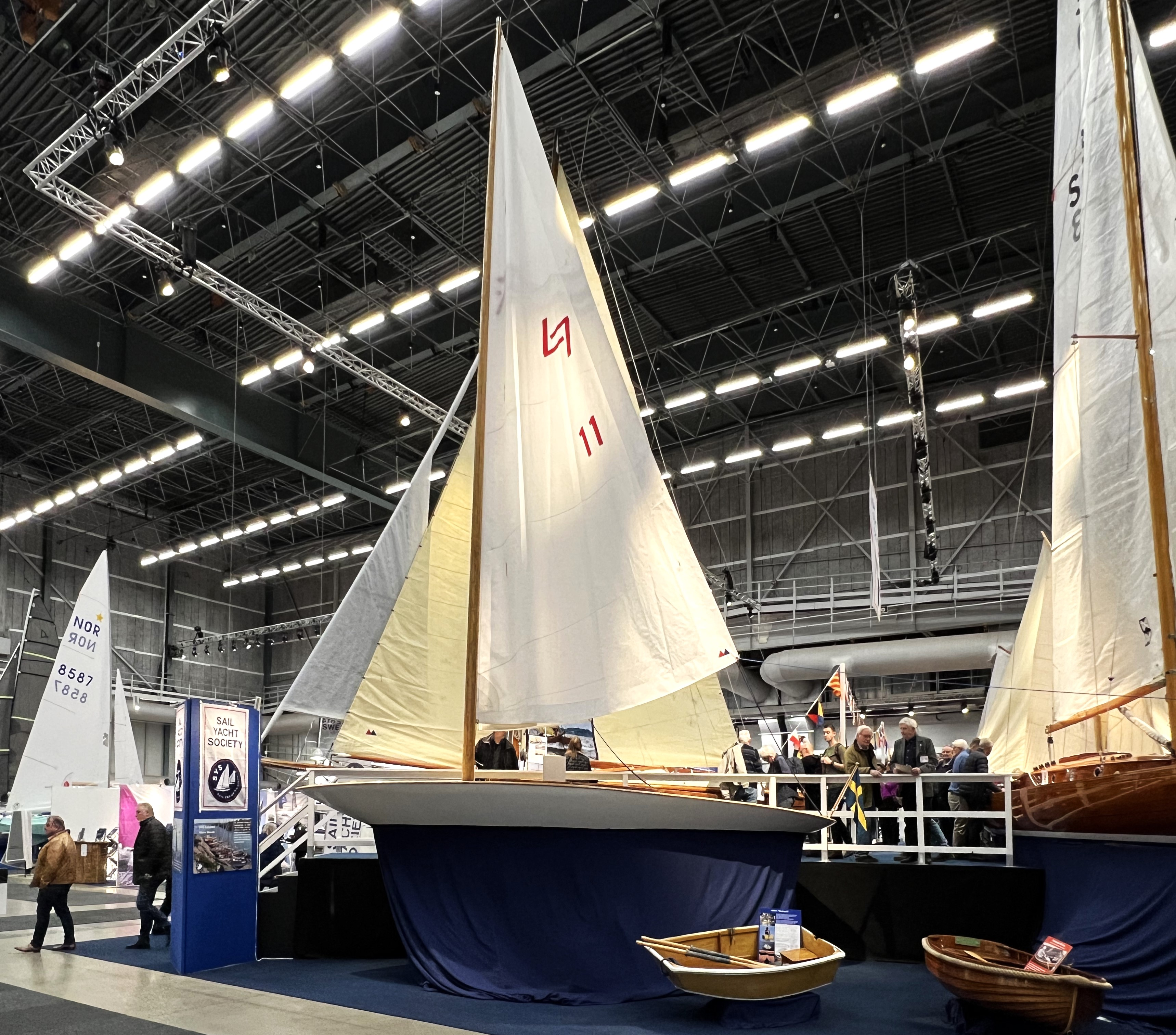
Ljungströmkryssaren Dobra Kusa från 1947 på båtmässan Allt för sjön i Stockholm i mars 2024.
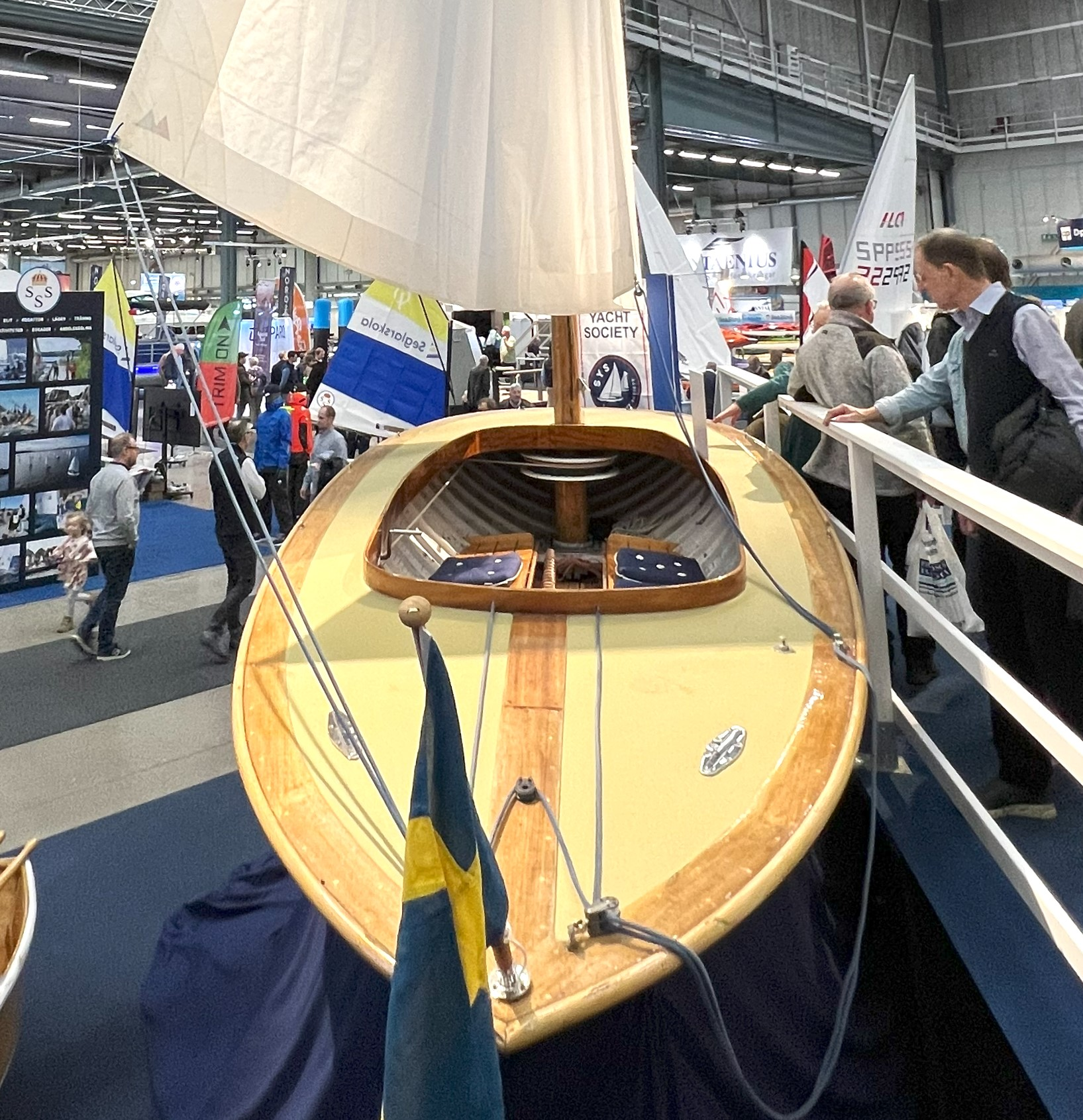
Ljungströmkryssaren Dobra Kusa från 1947 med en genomgående, roterande mast, utställd på båtmässan Allt för sjön i Stockholm i mars 2024
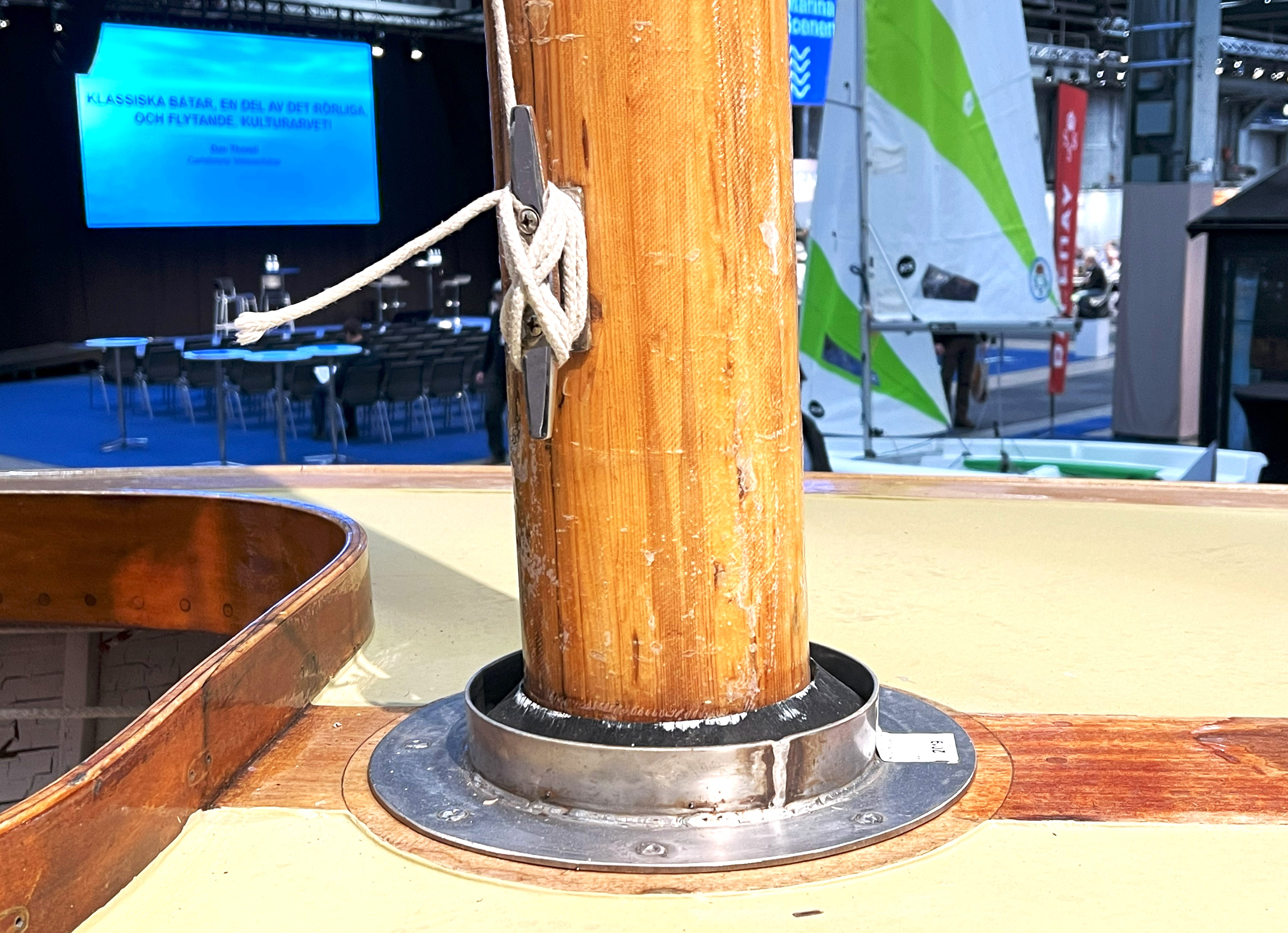
Foten till en roterande mast
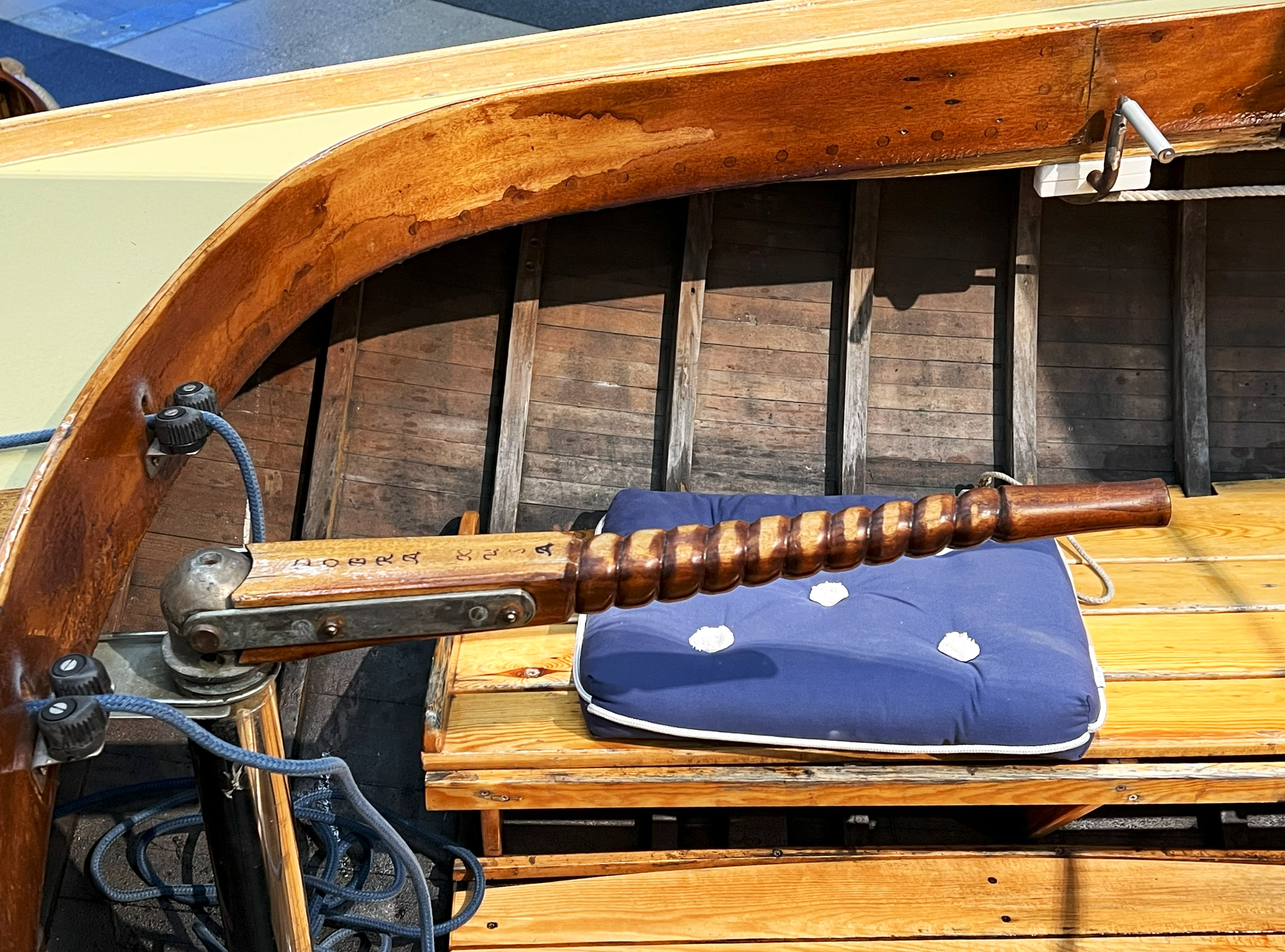
Sittbrunnsdetaljer på Dobra Kusa
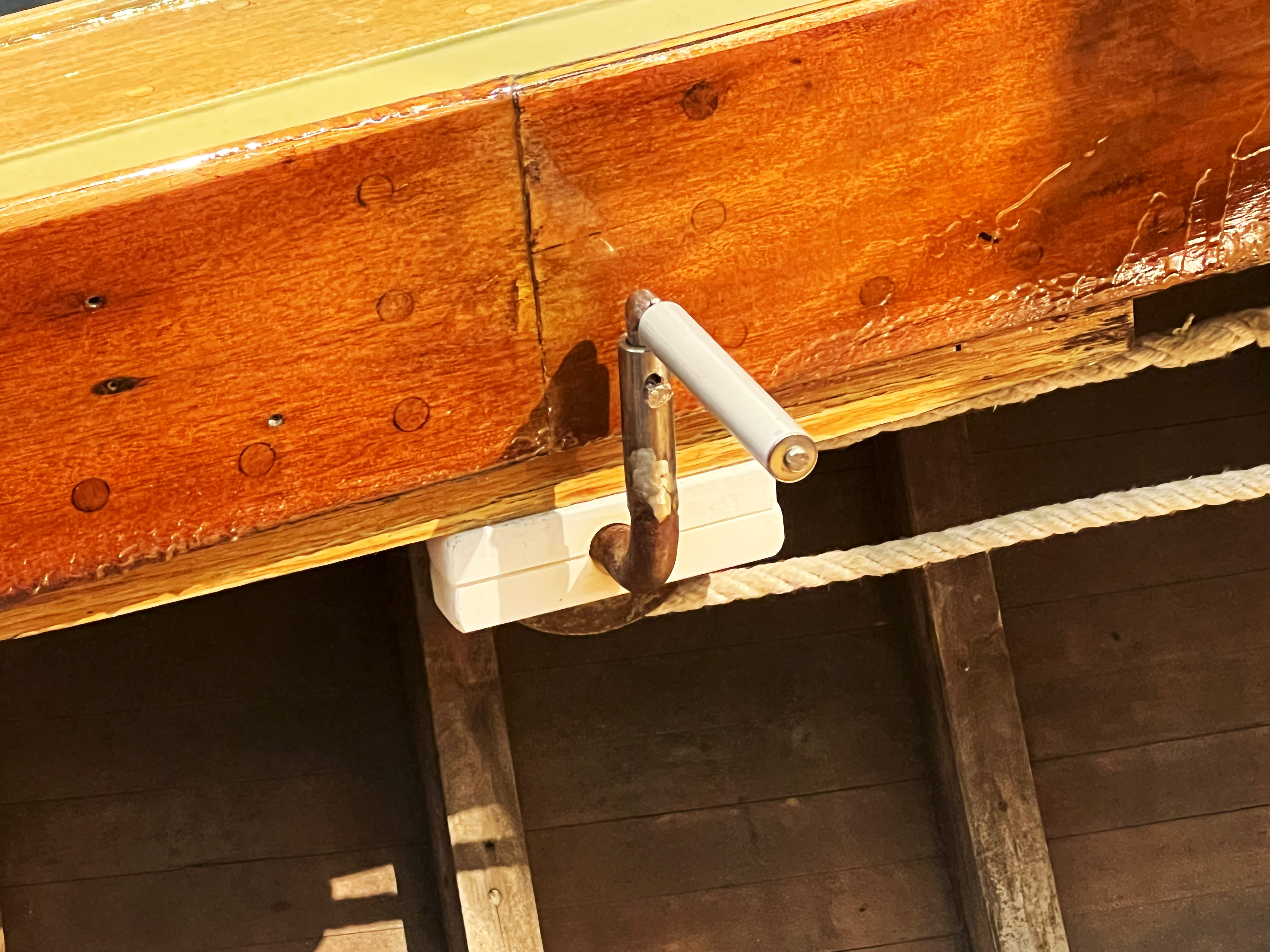
Vinschen på Dobra Kusa

### Webbkällor
- https://web.archive.org/web/20060620051314/http://www.sailyachtsociety.se/sysjakt/Jakten%20nr%201%202000.pdf
- https://web.archive.org/web/20100825171319/http://files.modernaforsakringar.se/files/wwwL77J4.pdf Artikel om Fredrik Ljungström i Atlantica-tidningen 01/2006
- https://web.archive.org/web/20100825171241/http://files.modernaforsakringar.se/files/448fjjth.pdf Artikel om Fredrik Ljungström i Atlantica-tidningen 02/2006
- https://web.archive.org/web/20100827212704/http://www.atlantica.plakat.se/files/G4uS444L.pdf Artikel om Ljungströmare i Atlantica-tidningen 02/2008